# ベランダ
ベランダ（英語: veranda、verandah）は、家屋の周囲に外接して張り出した部分で、庇や軒下に収まるものである。
なお、屋根のあるものをベランダ、ないものをバルコニーと呼び区別することが多い。

## 概要
住宅などの建物の周囲に造られたひさしの下の開放的な空間である。

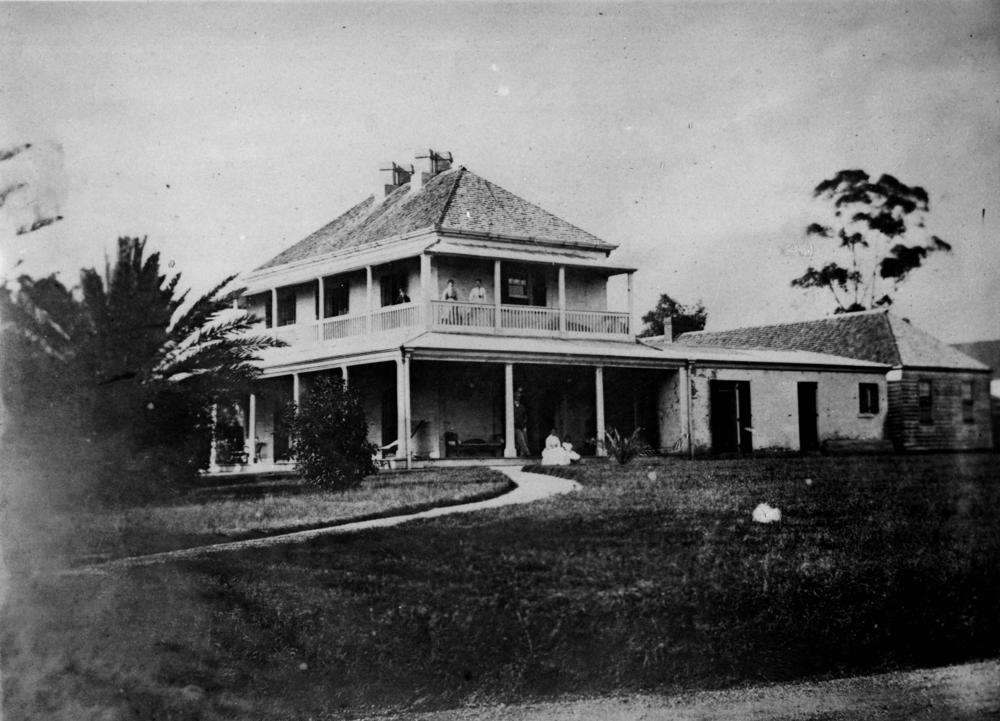
コロニアルスタイルのベランダ

語源的にはヒンディー語のbaraṇdāが、ポルトガル語のvaranda（baranda）となりやがてveranda(h)として定着した用語だが、建築的起源としては16世紀以後に東南アジアに進出したポルトガル人などのヨーロッパ人が温湿な風土にあわせて家屋の前面や四周に高床の深いひさし部をつけた建築様式（コロニアルスタイル）を作りあげ、その庇部がベランダと呼ばれたことによる。これがヨーロッパに輸入され異国趣味として流行し、パラディオ主義に影響を与え、古典様式のポーチやロッジアとも融合しあった。

## テラスやポーチとの違い
ベランダは2階以上に設けられたものをいうことが多い。1階部分に設けられたものを一般的にはテラスともいうが、庇が覆っていれば本来はベランダである。玄関先であればポーチである。他に1階に造られるウッドデッキがある。
ガラスの囲いの有無
ガラスで囲ったベランダも存在する。ただし日本ではガラスの部屋囲いがなされたものはサンルームと呼ばれ、別扱いになることが一般的である。

## ギャラリー

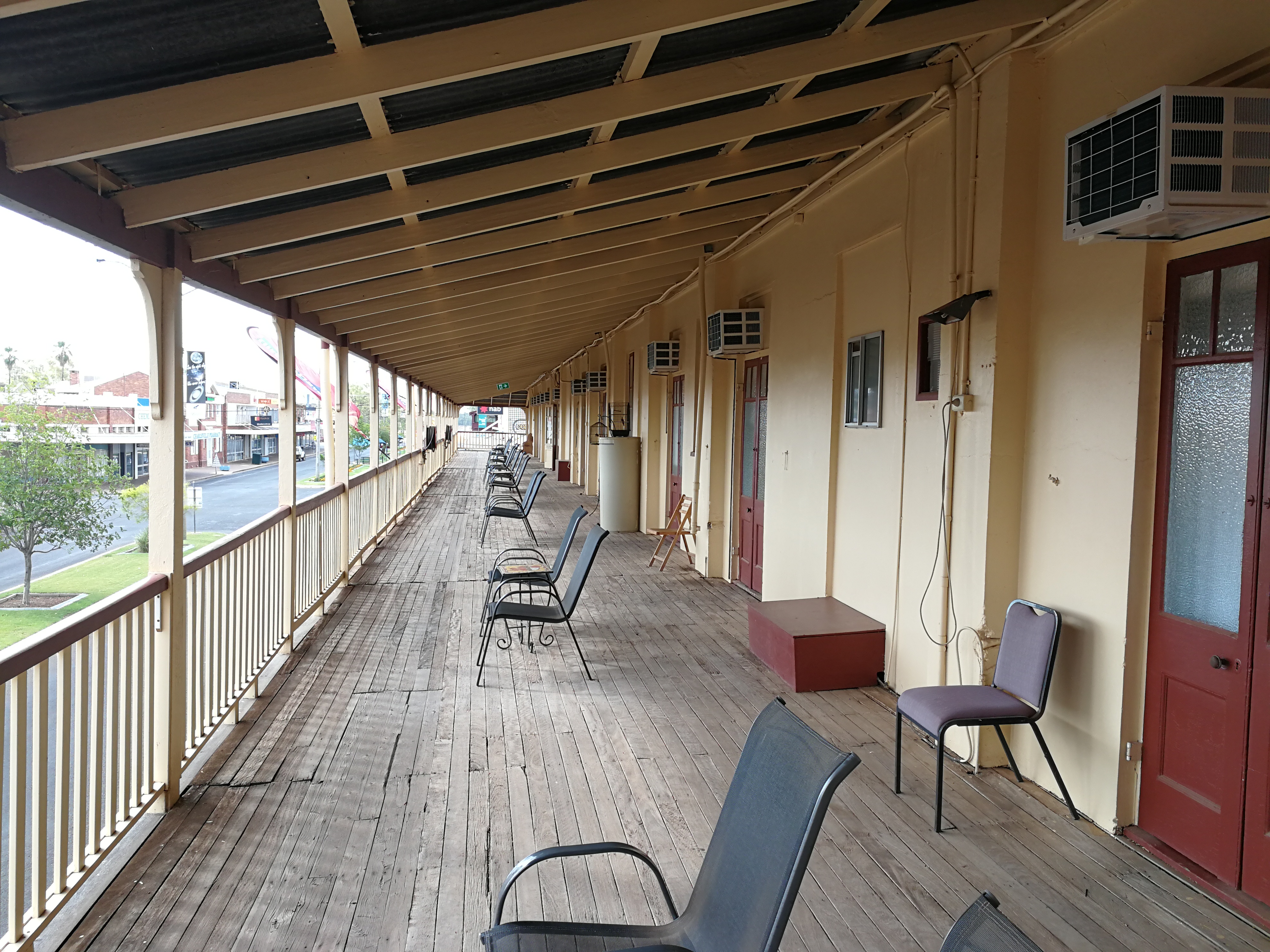
ホテルのベランダ
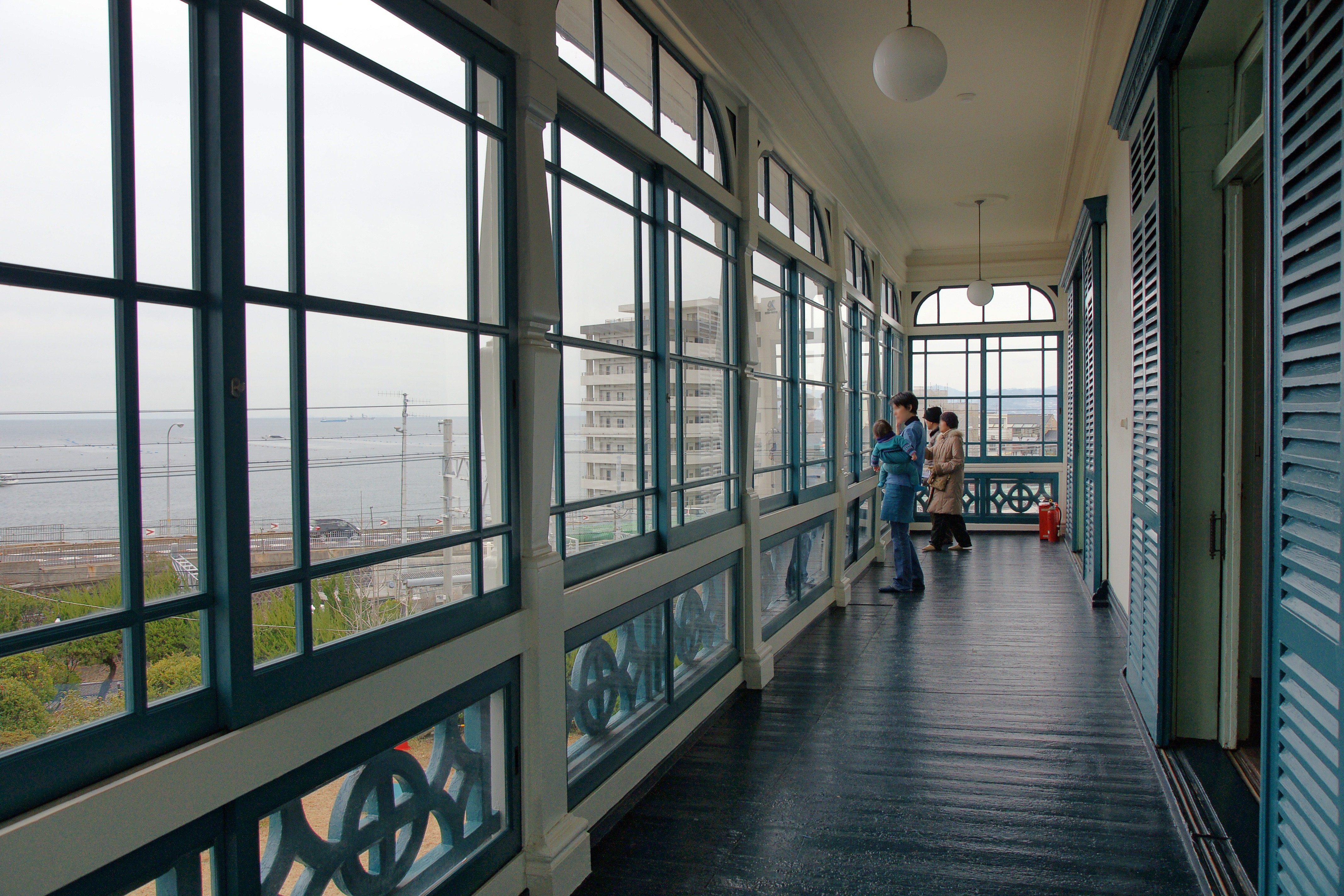
ガラス戸のついたベランダ

## 各地のベランダ

### 日本のベランダ
マンションなどのベランダ

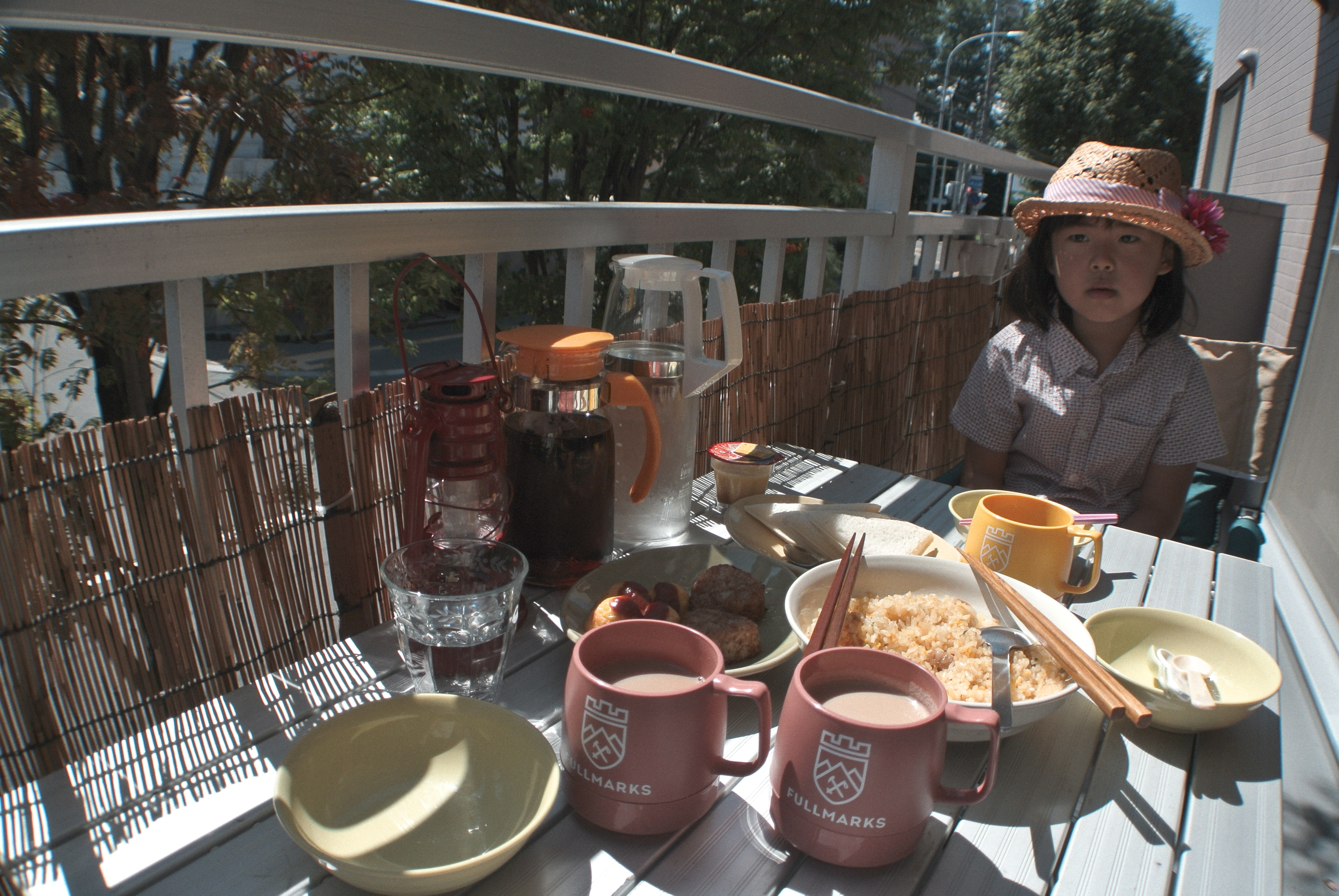
日本のマンションのベランダ

日本のマンションの2階以上では、アルミの手摺柵やガラスの柵が設けられることが多く、洗濯物を干すために物干し竿を設置できるようになっていることが多く、エアコンの室外機が設置されることも多い。
ベランダで花、ハーブ、野菜などを育てることをベランダガーデニングという。
マンションやアパートなどの集合住宅のベランダは非常階段と連絡していたり、脱出口や避難ばしごなどが設置されていることも多く、火災などの非常時には大きな役割を果たす。ベランダは各部屋ごとに珪酸カルシウム板（ケイカル板）やフレキシブル板（フレキ板）などで隔てられていることが多く、火災などの非常時にはこれらの板を突き破って隣人宅のベランダに避難し隣人に助けてもらったり、そこにある脱口や避難ばしごを利用することが想定されている。
なお、ベランダに物が置かれると子供の墜落事故が発生しやすくなる。
歴史
幕末から明治初期ころの長崎などの居留地の異人館は、すべてベランダ付きのコロニアルスタイルで、ベランダ天井は薄板を編みボールト状に湾曲させたものが用いられていた。日本人によるいわゆる擬洋風建築ではベランダが好まれ、明治20年代まではベランダが洋風建築のシンボルとみなされていた。なお、広義には日本家屋にある縁側や下屋もベランダに当たると見なすことができる。

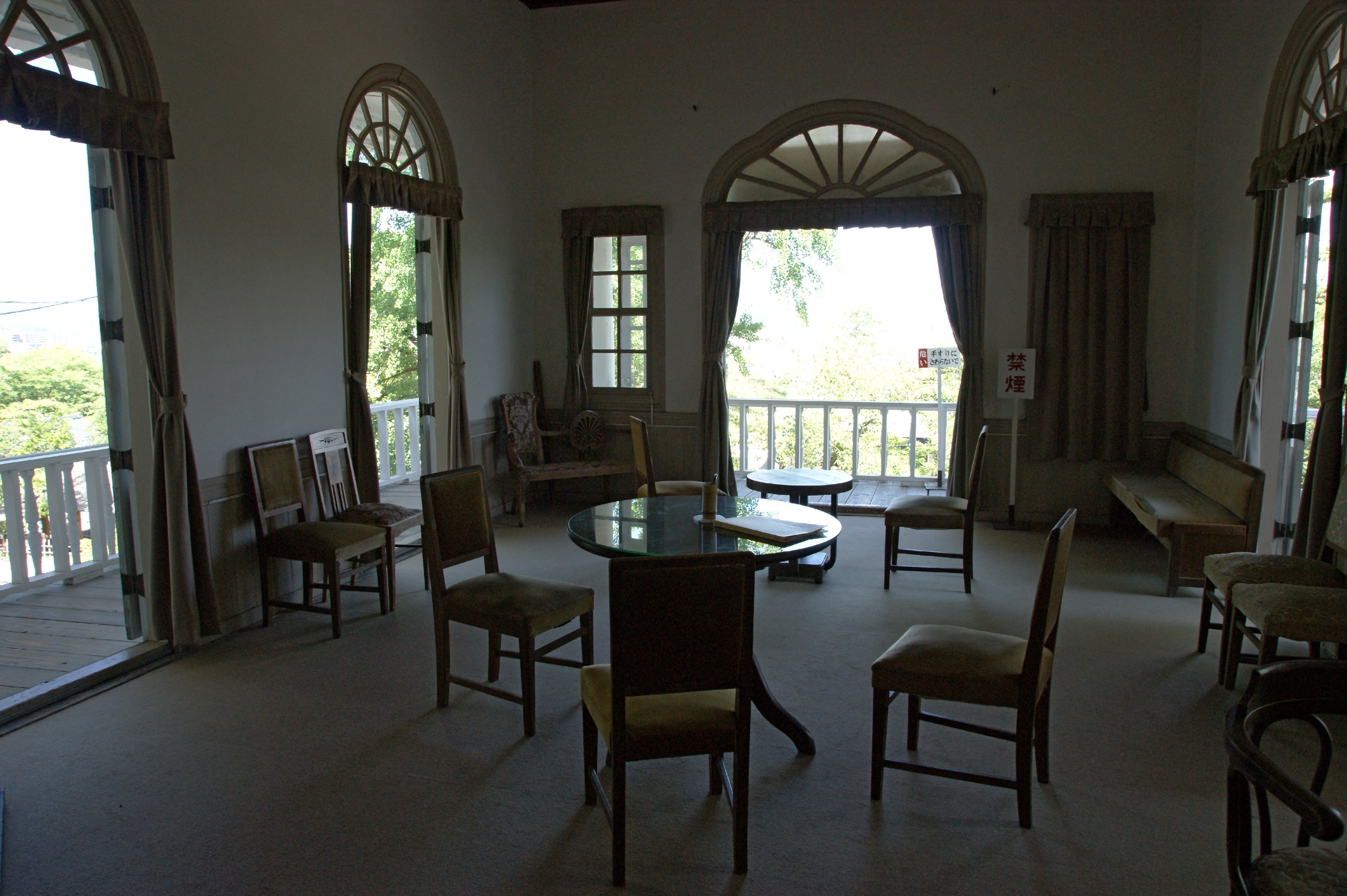
興雲閣（擬洋風建築、明治時代後期）
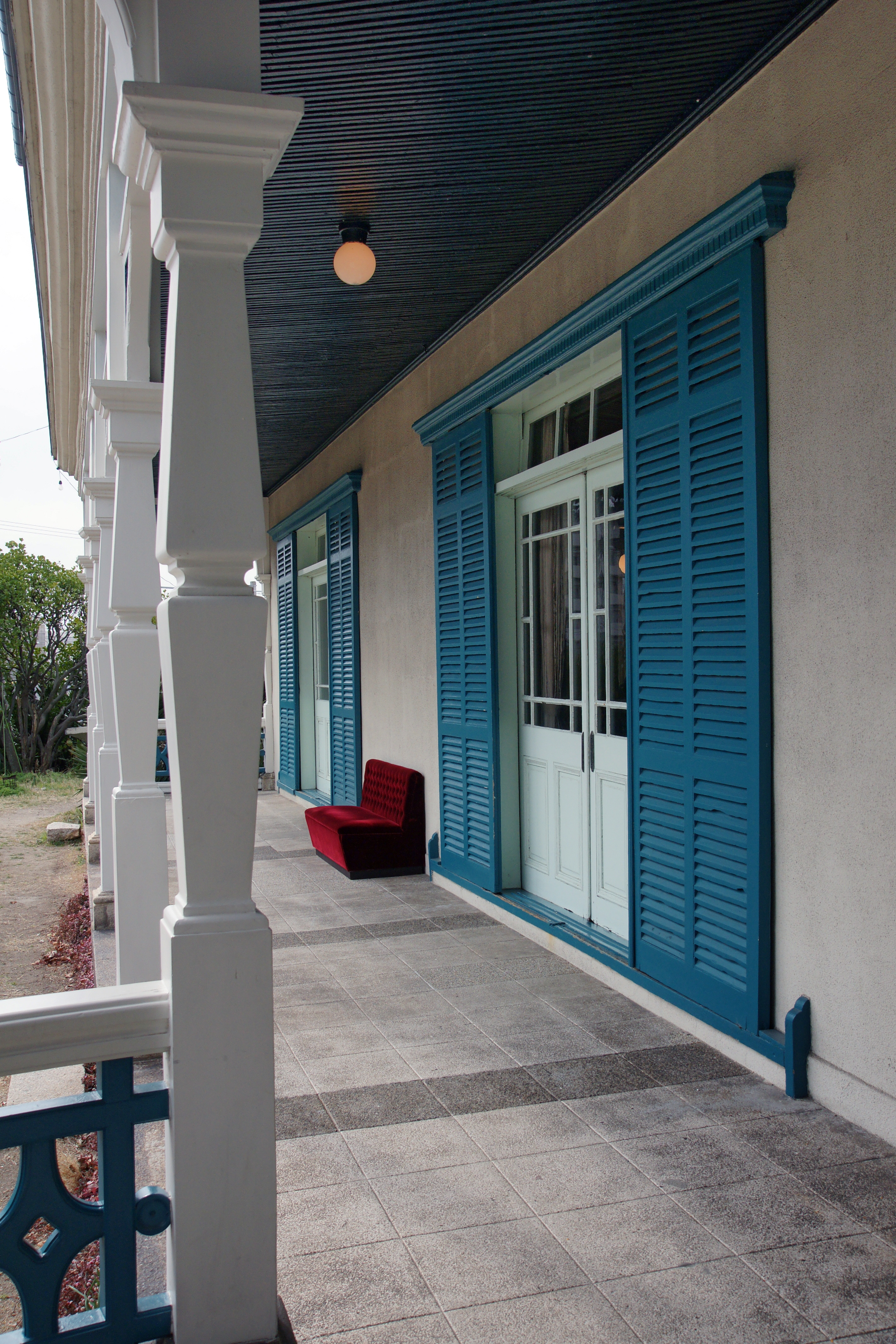
旧グッゲンハイム邸（明治時代末）
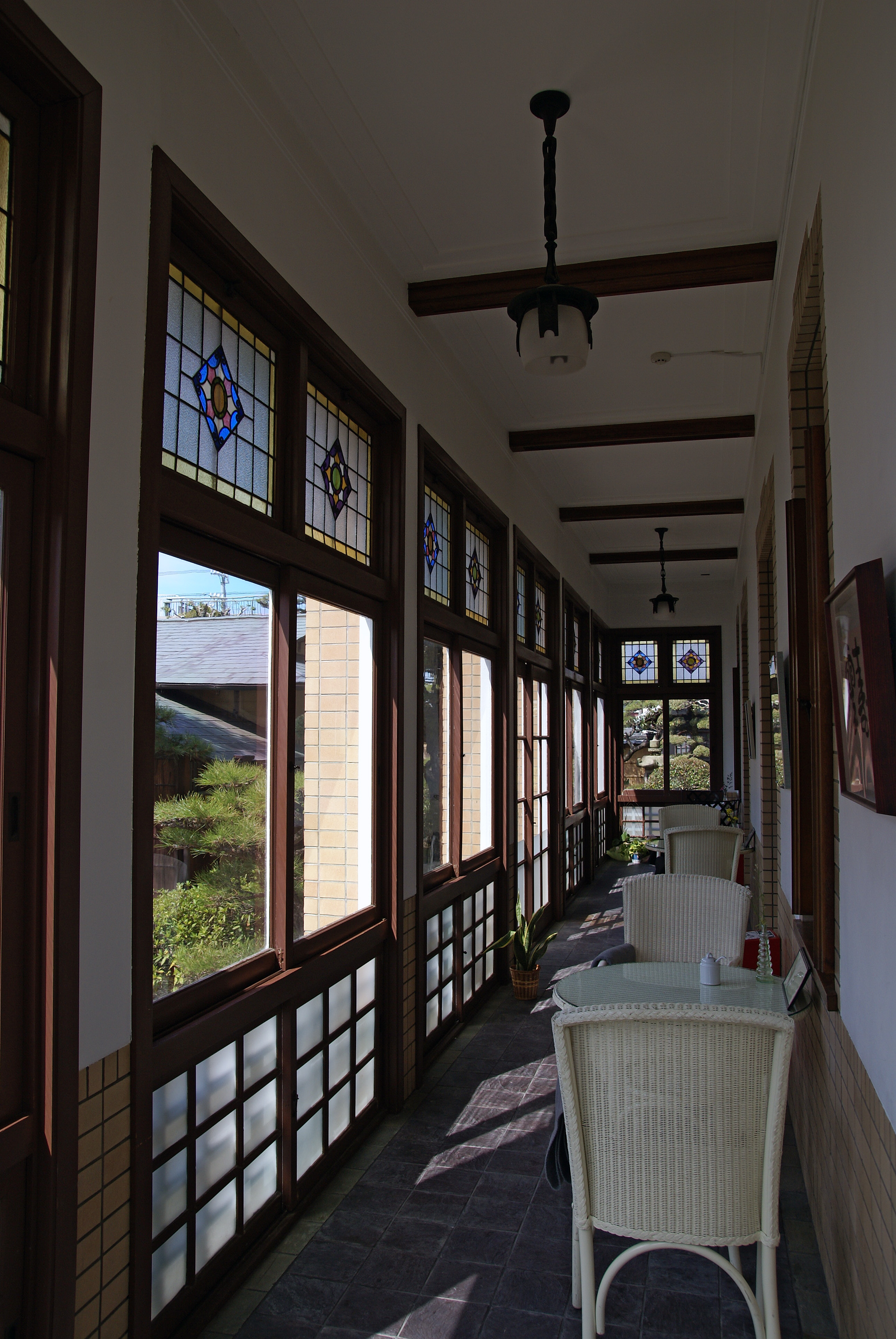
田尻歴史館（大正時代）
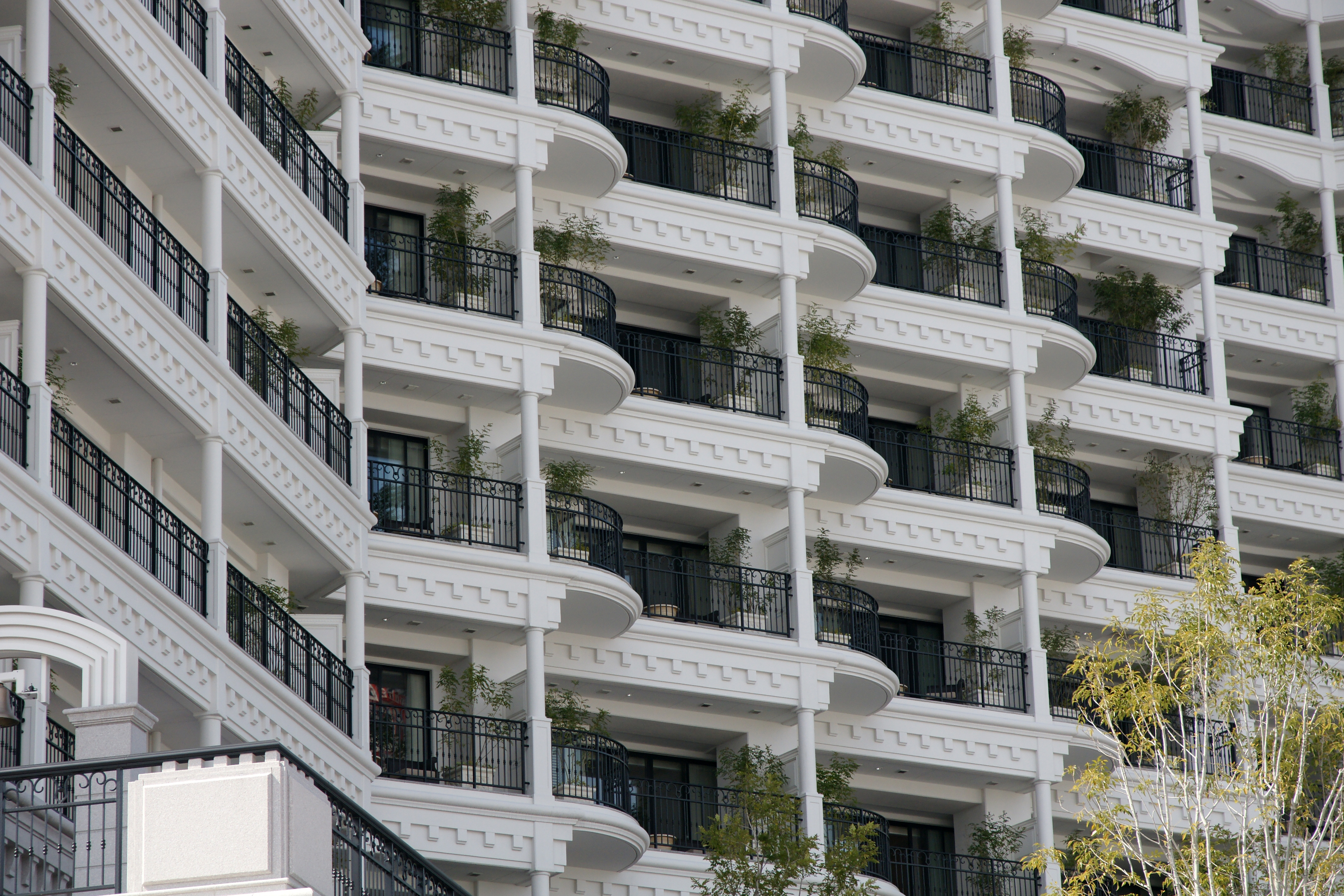
ホテル ラ・スイート神戸ハーバーランド（平成時代）

### 中華圏

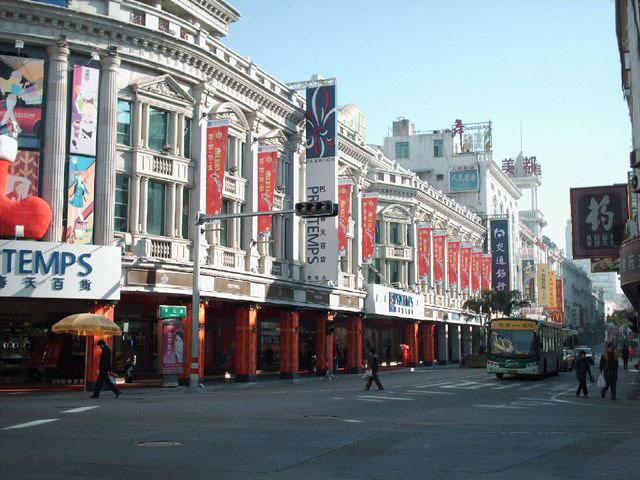
廈門市中山路の骑楼

中国南方でよくみられるベランダは、騎楼、広東省の潮州人からは五脚砌、閩南語では亭仔跤・亭仔腳、客家語では店亭下と記述される。
1階部分が歩行者用の街道を兼ね、2階以上はそのベランダ部の上にまでせり出す「騎」の形となっている。